# Pipistrel Virus

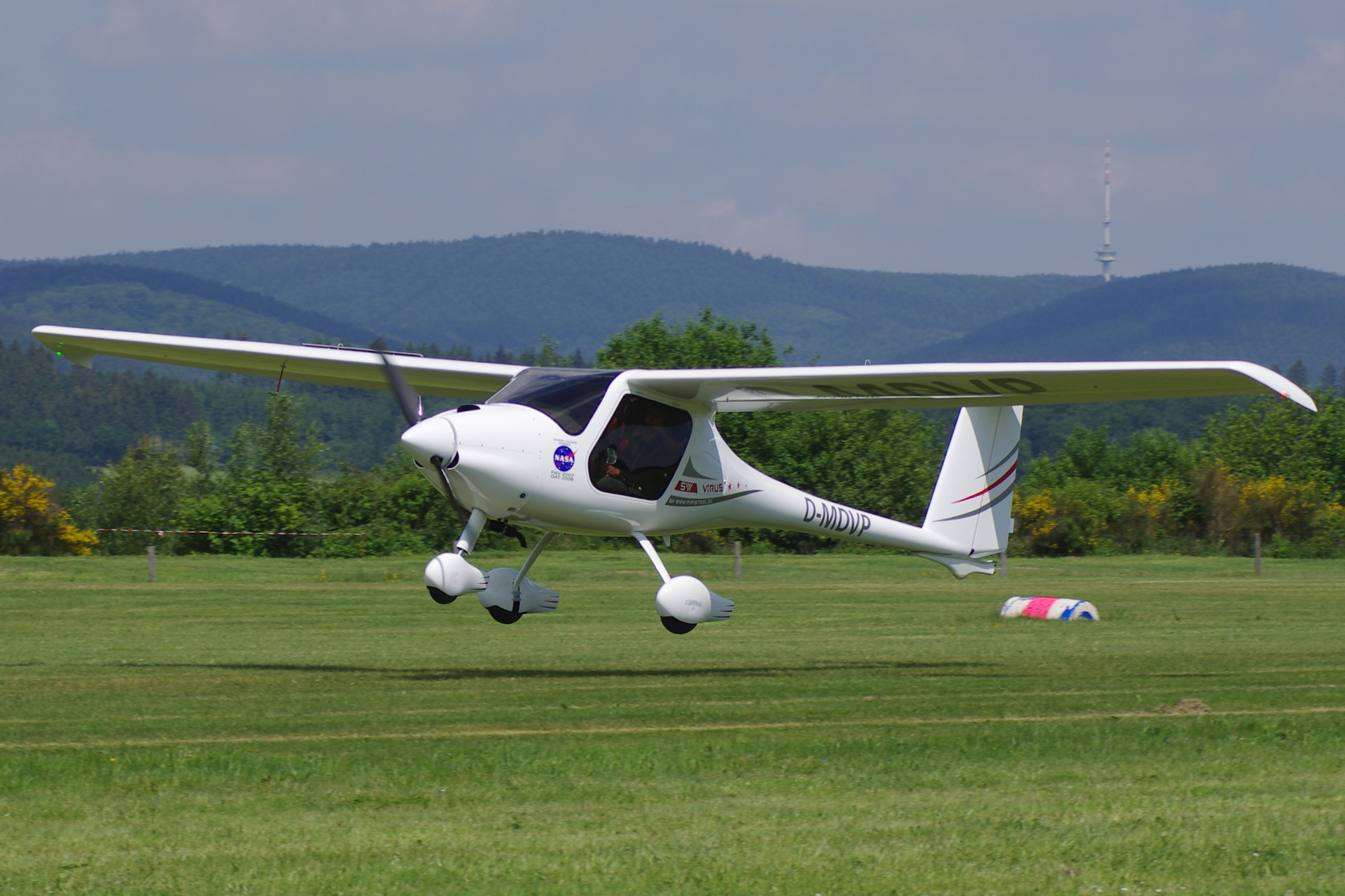
Pipistrel Virus

De Pipistrel Virus is een Sloveens eenmotorig hoogdekker les- en sportvliegtuig. Het door vliegtuigbouwer Pipistrel geheel van composietmateriaal geconstrueerde trainingstoestel met twee zitplaatsen maakte zijn eerste vlucht op 10 augustus 1999. Van de Pipistrel Virus en Sinus vliegtuigserie zijn er totaal meer dan 1000 exemplaren gebouwd.
De Virus is voortgekomen uit de Pipistrel Sinus. Het ontwerp heeft een side-by-side cockpit met daarachter een slanke kokervormige romp met T-staart. Het vliegtuig is geleverd in vele varianten met kortere en langere vleugels en verschillende Rotax benzinemotoren. Er is ook een elektrische versie van de Virus, de Pipistrel Velis Electro.
Van 8 januari tot 19 april 2012 maakte de Sloveense piloot Matevž Lenarčičeen met een Pipistrel Virus een 100.000 kilometer lange solovlucht rond de wereld. 

## Varianten

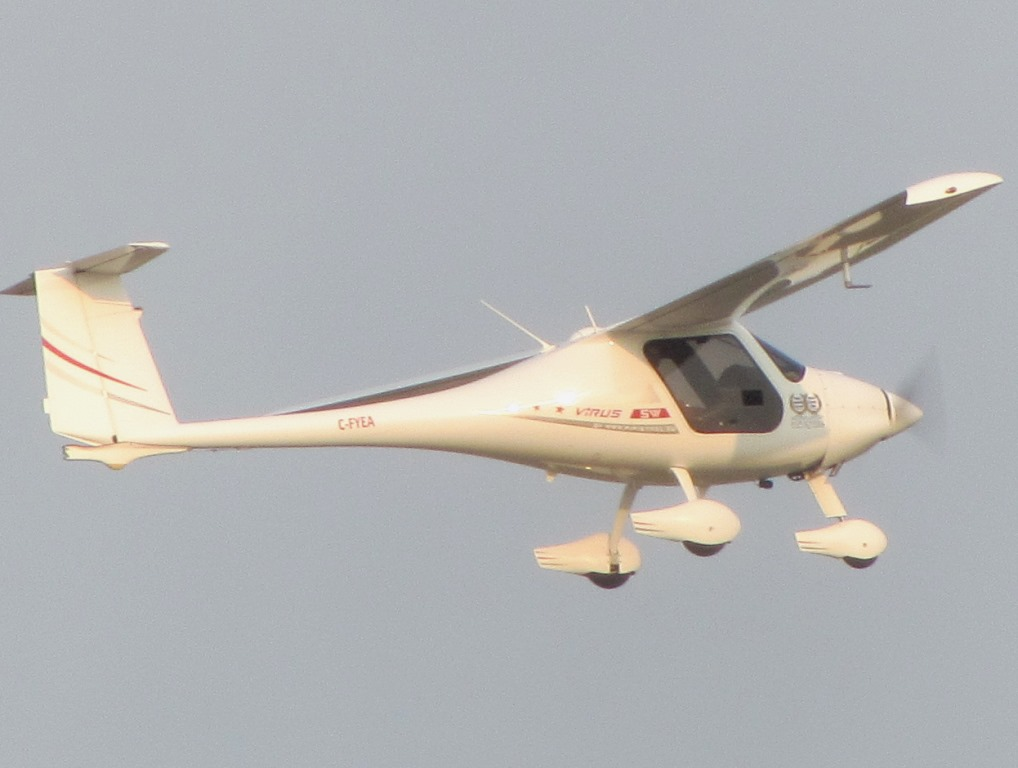
Pipistrel Virus SW

Virus 912
Eerste versie met 12,5 m spanwijdte en een 80 pk Rotax 912 UL motor.
Virus SW 80
Versie met een kleinere spanwijdte van 10,7 m.
Virus SW 80 Garud
Speciaal ontwikkelde lichte-trainer versie uit 2015 voor het leger van India. 194 exemplaren van geleverd.
Virus SW 100
Versie met een korte vleugel en een 100 pk Rotax 912 ULS motor.
Virus SW 100 iS
Versie met een korte vleugel en een 100 pk Rotax 912 iS injectie-motor.
Virus SW 115 (SW 914 Turbo)
Versie met een korte vleugel en een 115 pk Rotax 914 UL motor met turbolader.
Virus SW 121
EASA type-gecertificeerd model in de CS-LSA categorie. Met 100 pk Rotax 912 S3 motor.
Virus SW 600 D
Gebaseerd op de SW 121, maar met een 100 pk Rotax 912 ULS motor. Valt onder de nieuwe Duitse LTF-UL2019 regels voor de 600 kg microlight categorie.
Velis Electro (Virus SW 128)
Eerste elektrische vliegtuig gecertificeerd door de EASA.

## Specificaties
- Type: Virus SW 100
- Fabriek: Pipistrel
- Bemanning: 1
- Passagiers: 1
- Rol: Les- en sportvliegtuig
- Lengte: 6,5 m
- Spanwijdte: 10,71 m
- Leeg gewicht: 289 kg
- Maximum gewicht: 600 kg
- Brandstof: 100 liter

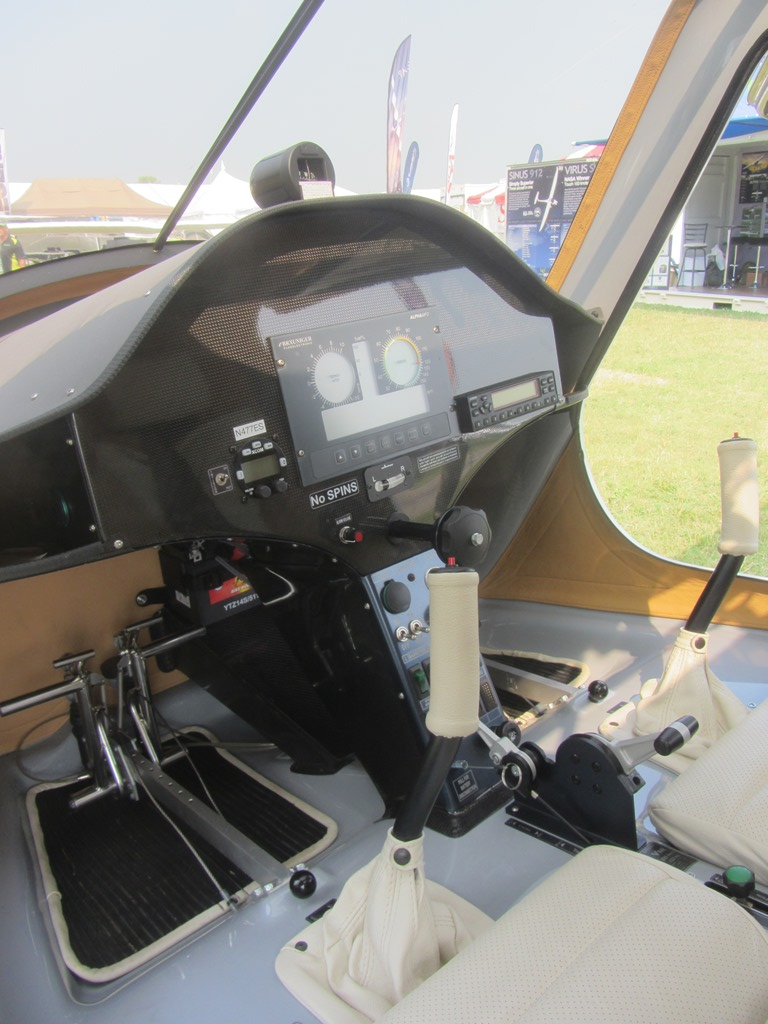
Pipistrel Virus Cockpit

- Motor: 1 × Rotax 912 ULS, 75 kW (100 pk)
- Propeller: tweeblads
- Introductie: 1999
- Afgeleid van: Pipistrel Sinus
- Aantal gebouwd: 1000 (Virus plus Sinus)

Prestaties:
- Maximumsnelheid: 283 km/u
- Kruissnelheid: 273 km/u
- Overtreksnelheid: 79 km/u
- Never Exceed Speed: 302 km/u
- Klimsnelheid: 8,4 m/s
- Plafond: 6800 m
- Glijgetal: 17:1
- G-limieten: +4, -2
- Vliegbereik: 1450 km